# Eudimorphodon
 Eudimorphodon  ist eine Gattung früher Flugsaurier (Pterosauria) aus der Zeit der Obertrias (Norium bis Rhaetium) und damit einer der ältesten bislang entdeckten Flugsaurier. Seine fossilen Überreste wurden 1973 von Mario Pandolfi in Kalksteinformationen am Fuß der Alpen bei Cene in der Provinz Bergamo gefunden.
Im Rahmen einer Besucherattraktion wurden 2025 im Dinopark Teufelsschlucht in der Südeifel Zähne eines Eudimorphodon gefunden. Diese sind die ältesten Überreste eines Flugsauriers in Deutschland.
Wie alle älteren Flugsaurier hat Eudimorphodon als urtümliches Merkmal einen langen Schwanz. Außerdem ist sein Mittelhandknochen noch relativ kurz.
Die Flügelspannweite beträgt einen Meter. Am Ende seines langen knochigen Schwanzes besaß er einen rautenförmigen Hautlappen, der vermutlich dazu beigetragen hat, diese Flugechse beim Manövrieren in der Luft zu unterstützen. Sein nur sechs Zentimeter langer Kiefer ist mit 114 deutlich heterodonten Zähnen besetzt, einige große, einspitzige Fangzähne im Vordermaul und in der Mitte des Oberkiefers und viele kleine, drei- und mehrspitzige Zähnen im mittleren und hinteren Bereich von Ober- und Unterkiefer. Man nimmt an, dass er sich von mit dicken Ganoidschuppen geschützten kleinen, ursprünglichen Knochenfischen ernährte. Da dieses Zahnmuster bei keinem späteren Flugsaurier mehr auftritt, kann Eudimorphodon nicht ihr Vorfahr sein, sondern muss zu einer am Ende des Trias ausgestorbenen Seitenlinie gehören.
1989 entdeckte William Amaral auf der McKnight Bjerg im Osten Grönlands eine reiche fossile Fundstelle. Es wurde 1991 und 1992 ausgegraben. Ein Teil des Materials war ein kleines Skelett eines Flugsauriers. Im Jahr 2001 nannten und beschrieben Farish A. Jenkins, Neil Shubin, Stephen Gatesy und Kevin Padian es als eine neue Art von Eudimorphodon: Eudimorphodon cromptonellus. Der spezifische Name ehrt Professor Alfred Walter Crompton. Das lateinische Suffix ~ ellus, das eine Verkleinerung anzeigt, spielte auf die geringe Größe des Exemplars an. Der Hinweis auf Eudimorphodon beruhte im Wesentlichen auf der Ähnlichkeit der Zahnform, insbesondere auf dem charakteristischen Multi-Cuspid-Aufbau mit drei, vier oder fünf Punkten auf der Krone. Im Jahr 2003 wies Alexander Kellner darauf hin, dass auch andere basale Flugsaurier solche Zähne besitzen. Im Jahr 2014 stellte Fabio Marco Dalla Vecchia fest, dass E. cromptonellus kein einziges Merkmal mit Eudimorphodon ranzii gemeinsam hatte, das bei anderen Flugsauriern nicht vorhanden war, aber keine unterscheidbaren fangartigen Zähne, Pterygoidzähne und gestreiften Zahnschmelz aufwies. Im Jahr 2015 nannte Kellner eine separate Gattung Arcticodactylus. Der Gattungsname leitet sich von der Arktis ab, und Griechisch δάκτυλος, daktylos, "Finger", ein übliches Suffix in Flugsauriernamen seit Pterodactylus.

## Arten
- Eudimorphodon ranzii
- Eudimorphodon rosenfeldi
- Eudimorphodon cromptonellus (bis 2014)[4]